# Хиперкапния
Хиперкапнията (на английски: Hypercapnia, от гръцки: Hyper над или над, kapnos дим) е състояние, при което нивото на въглероден диоксид (CO2) в белия дроб (а в повечето случаи и в артериалната кръв) е по-високо от нормалното.

## Фактори
Въглеродният диоксид е нормален метаболитен продукт. Той се разтваря в кръвта и се заменя в белия дроб. Повишаването на нивото на въглероден диоксид в кръвта се причинява в ситуация, при която количеството произведен въглероден диоксид е по-голямо от количеството издишан въглероден диоксид. Това състоянието се причинява от белодробна болест или от продължително излагане на среда, при която съдържанието на въглероден диоксид във въздуха е необичайно високо.